# Chery QQ
Der Chery QQ (nach der Erweiterung der Modellpalette zwischenzeitlich QQ3) ist ein zwischen 2003 und 2022 gebauter Kleinstwagen des chinesischen Automobilherstellers Chery Automobile. Das Nachfolgemodell ist der Ende 2021 eingeführte QQ Ice Cream, der als Konkurrenzmodell zum erfolgreichen Wuling Hongguang Mini EV positioniert ist.

## 1. Generation (2003–2015)
Aufgrund des niedrigen Preises wurde das 2003 in China eingeführte Fahrzeug zeitweise das am häufigsten verkaufte Chery-Modell in China.

### Lizenzfertigung und Vertrieb
Der QQ wird in Russland, Indonesien und im Iran in Lizenz hergestellt. Angeboten wird er auch in Südafrika sowie in mehreren asiatischen Ländern, etwa auf den Philippinen, in Singapur, Thailand oder Vietnam. In diesen Märkten ist er eines der preisgünstigsten Autos. Im Iran wird das Modell von der Modiran Vehicle Manufacturing produziert und trägt dort die Bezeichnung MVM 110.

### Plagiatsvorwurf
Der US-amerikanische Automobilhersteller General Motors wirft Chery vor, bei diesem Modell handle es sich um ein Plagiat des Daewoo Matiz, der von Chery zeitweise als Lizenzbau gefertigt worden war. Technisch sind die Fahrzeuge sehr ähnlich, so sind Türen und Motorhaube austauschbar.

### Technische Daten
| Chery QQ                   | 800                                 | 1100                                |
| -------------------------- | ----------------------------------- | ----------------------------------- |
| Arbeitsverfahren           | Viertakt                            | Viertakt                            |
| Motorart                   | Ottomotor                           | Ottomotor                           |
| Motorbauart                | 3-Zylinder-Reihenmotor              | 4-Zylinder-Reihenmotor              |
| Motorkennung               | SQR 372                             | DA465Q                              |
| Hubraum                    | 812 cm³                             | 1051 cm³                            |
| Bohrung × Hub              | 72 mm × 66,5 mm                     | k. A.                               |
| max. Leistung bei 1/min    | 38 kW (52 PS) bei 6000              | 39 kW (53 PS) bei 5200              |
| max. Drehmoment bei 1/min  | 77 Nm bei 3500                      | 83 Nm bei 3000                      |
| Verdichtung                | 9,5 : 1                             | k. A.                               |
| Gemischaufbereitung        | Elektronische Einspritzung          | Elektronische Einspritzung          |
| Ventilsteuerung            | DOHC                                | DOHC                                |
| Nockenwellenantrieb        | Zahnriemen                          | Zahnriemen                          |
| Kühlung                    | Wasserkühlung                       | Wasserkühlung                       |
| Getriebe                   | 5-Gang-Getriebe                     | 5-Gang-Getriebe                     |
| Antriebsart                | Frontantrieb                        | Frontantrieb                        |
| Radaufhängung vorn         | Querlenker, MacPherson-Federbeine   | Querlenker, MacPherson-Federbeine   |
| Radaufhängung hinten       | Verbundlenkerachse, Schraubenfedern | Verbundlenkerachse, Schraubenfedern |
| Bremsen vorn               | Scheibenbremsen                     | Scheibenbremsen                     |
| Bremsen hinten             | Trommelbremsen                      | Trommelbremsen                      |
| Bremsassistenzsystem       | Bremskraftverstärker                | Bremskraftverstärker                |
| Lenkung                    | Zahnstangenlenkung                  | Zahnstangenlenkung                  |
| Karosserie                 | Stahlblech, selbsttragend           | Stahlblech, selbsttragend           |
| Spurweite vorn             | 1255 mm                             | 1255 mm                             |
| Spurweite hinten           | 1260 mm                             | 1260 mm                             |
| Radstand                   | 2350 mm                             | 2350 mm                             |
| Abmessungen                | 3550 mm × 1510 mm × 1490 mm         | 3550 mm × 1510 mm × 1490 mm         |
| Leergewicht                | 880 kg                              | 880 kg                              |
| Höchstgeschwindigkeit      | 130 km/h–135 km/h                   | 130 km/h–140 km/h                   |
| Beschleunigung, 0–100 km/h | 18,5–13 s                           | 18,5–13 s                           |
| Kraftstoffverbrauch        | ca. 4,2 l/100 km S                  | ca. 4,2 l/100 km S                  |

- Quelle:[7][8]

## 2. Generation (2013–2022)
Die zweite Generation des QQ wurde 2013 auf der Shanghai Auto Show vorgestellt. Sie baut auf der Plattform des Vorgängermodells auf. In Italien wurde zwischen 2015 und 2019 mit dem DR Zero ein baugleiches Fahrzeug verkauft. Außerdem führte Chery mit dem eQ im November 2014 eine Elektroversion des Fahrzeugs in China ein. Es war dort eines der günstigsten Elektrofahrzeuge auf dem Markt.

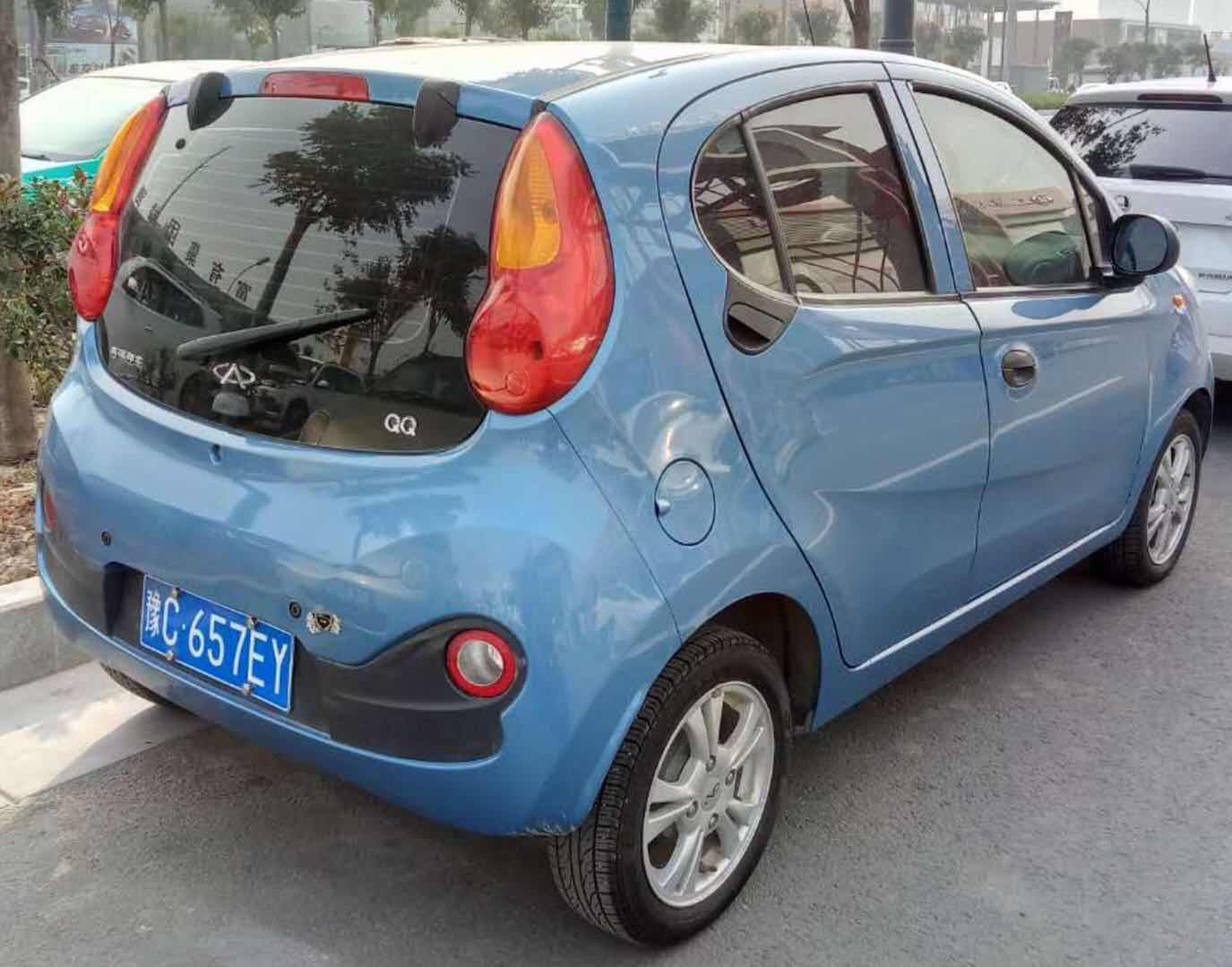
Heckansicht
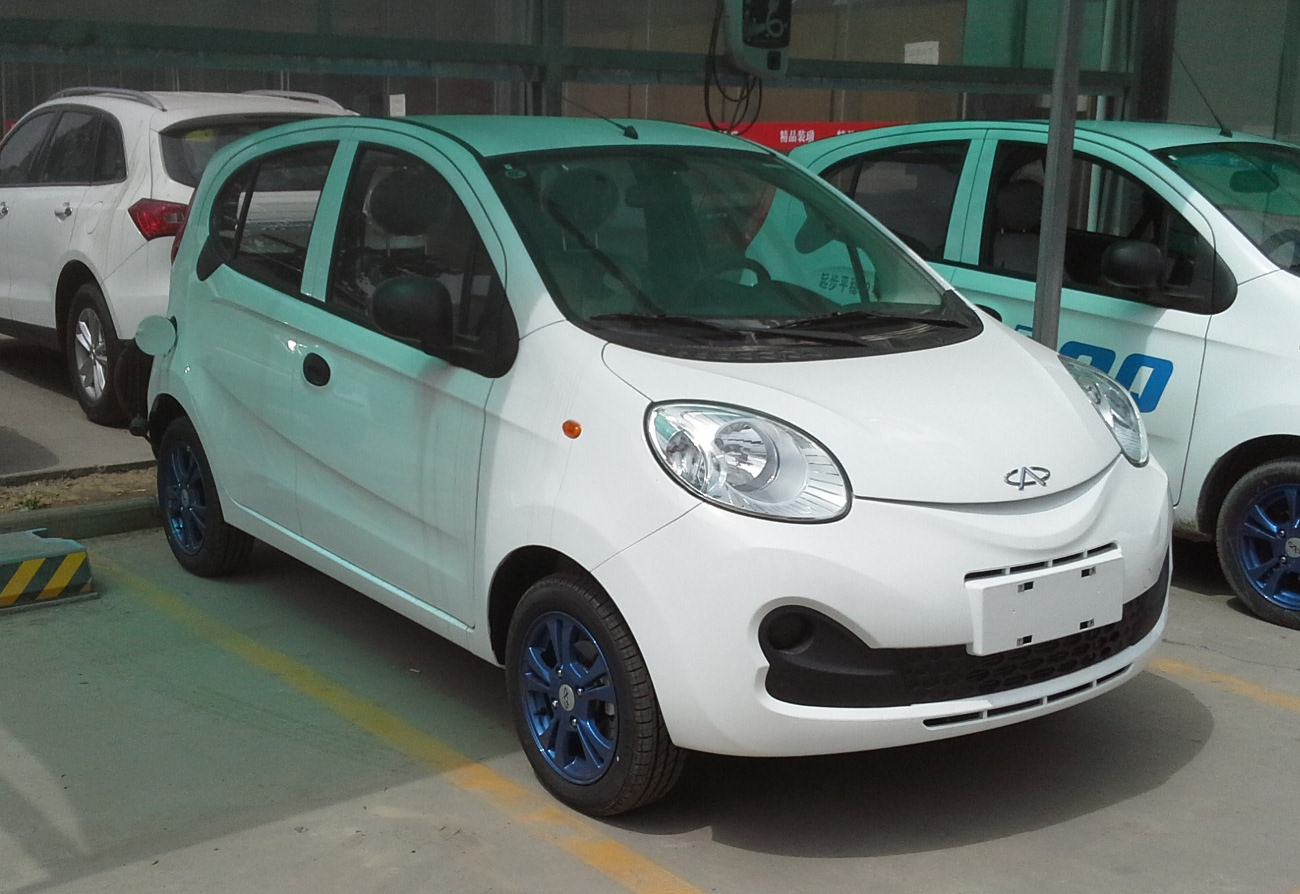
Chery eQ
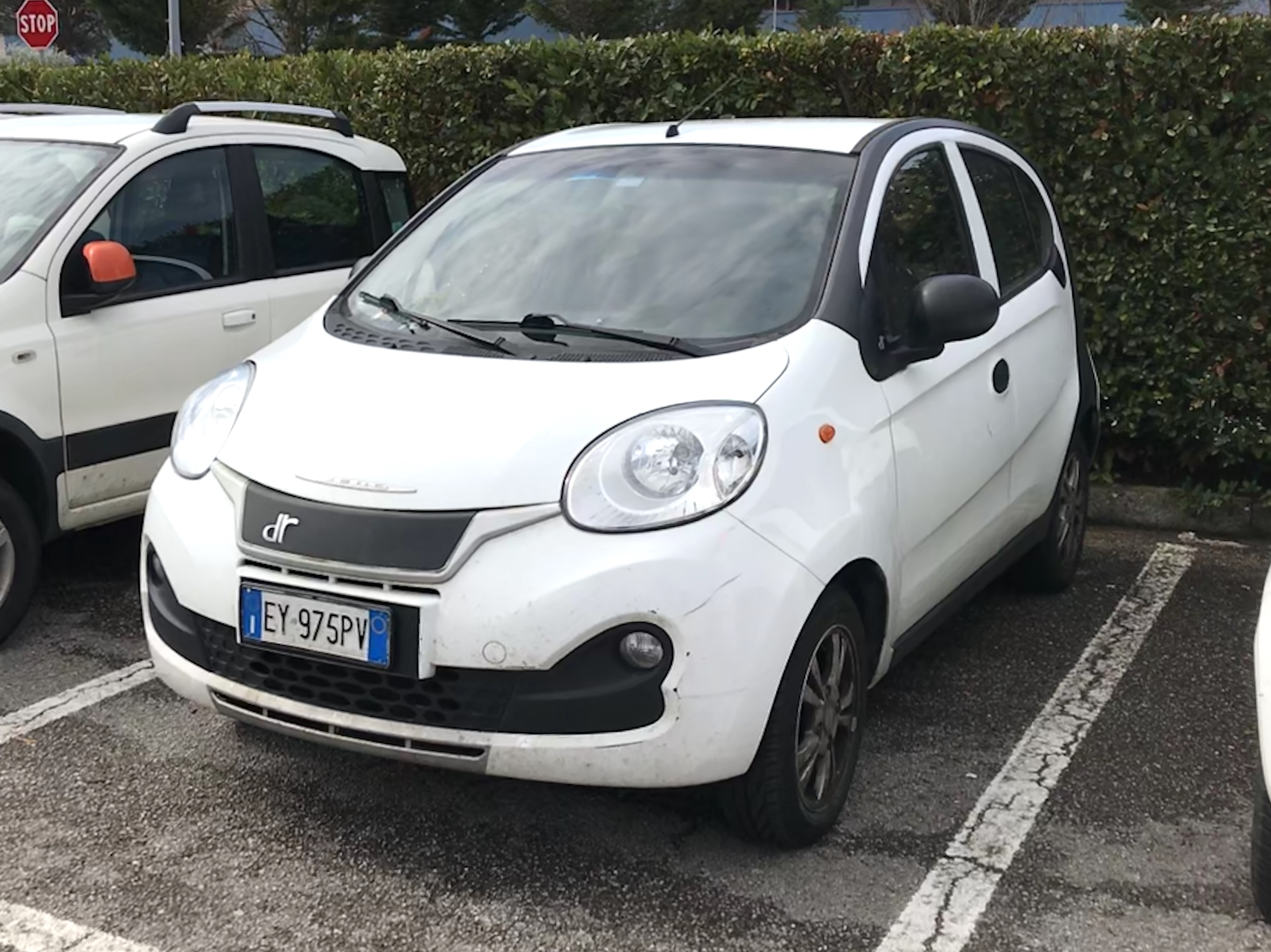
DR Zero

### Technische Daten
|                                            | 1.0                           |
| ------------------------------------------ | ----------------------------- |
| Bauzeitraum                                | 2013–2022                     |
| Motorkenndaten                             |                               |
| Motortyp                                   | Reihen-Dreizylinder-Ottomotor |
| Motorkennung                               | SQR371F                       |
| Motoraufladung                             | —                             |
| Hubraum                                    | 998 cm³                       |
| max. Leistung bei min−1                    | 51 kW (69 PS) / 6000          |
| max. Drehmoment bei min−1                  | 93 Nm / 3500–4500             |
| Kraftübertragung                           |                               |
| Antrieb, serienmäßig                       | Vorderradantrieb              |
| Getriebe, serienmäßig                      | 5-Gang-Schaltgetriebe         |
| Messwerte                                  |                               |
| Höchstgeschwindigkeit                      | 150 km/h                      |
| Beschleunigung, 0–100 km/h                 | 14,2 s                        |
| Leergewicht                                | 936 kg                        |
| Kraftstoffverbrauch auf 100 km, kombiniert | 5,5 l Super                   |
| Tankinhalt                                 | 35 l                          |